# Ficus aurea
Ficus aurea, especie conocida vulgarmente como higuera estranguladora de Florida (o simplemente higuera estranguladora), higuera dorada, o higuerón, es un árbol de la familia Moraceae nativo del estado de Florida (EE. UU.), del norte y oeste del Caribe, del sur de México y de América Central al sur de Panamá. El epíteto específico aurea fue utilizado por el botánico inglés Thomas Nuttall, quien describió la especie en 1846. Con posterioridad, se consideraron inválidos otros nombres aplicados a esta especie.
Ficus aurea es una higuera estranguladora que guarda similitudes con otros miembros del grupo de los vulgarmente llamados matapalos o higuerotes. En higueras de este tipo, la germinación de la semilla tiene lugar en la canopia del árbol hospedante. La plántula vive como epifita hasta que sus raíces establecen contacto con el suelo, después de lo cual se expanden, estrangulan a su anfitrión, y se convierten finalmente en un árbol independiente. Los individuos de esta especie pueden alcanzar 30 m de altura.
Al igual que todas las higueras, presenta mutualismo obligado con una especie de avispa de los higos: las higueras solamente son polinizadas por avispas de los higos y estas solo pueden reproducirse en las flores de las higueras. Es polinizado por avispas de los higos de los géneros Pegoscapus o Pleistodontes. El árbol proporciona el hábitat, alimento y refugio para una gran cantidad de formas de vida, incluyendo epifitas de los bosques nubosos, aves, mamíferos, reptiles e invertebrados.  F. aurea se utiliza en medicina tradicional, como así también para conformar setos vivos, como ornamental y como bonsái.

## Descripción
Ficus aurea es un árbol que usualmente posee una altura de 15-20 m, aunque en ocasiones alcanza hasta 30 m. Puede formar parte del dosel más elevado en selvas tropicales, o visualizarse como árboles aislados en pasturas tropicales.
Se trata de una especie monoica: cada árbol produce flores masculinas y femeninas funcionales. Las especies del género Ficus son en general perennifolias, pero los ejemplares de F. aurea ubicados en el extremo norte de su zona de distribución en la Florida pierden su follaje durante un breve período invernal.

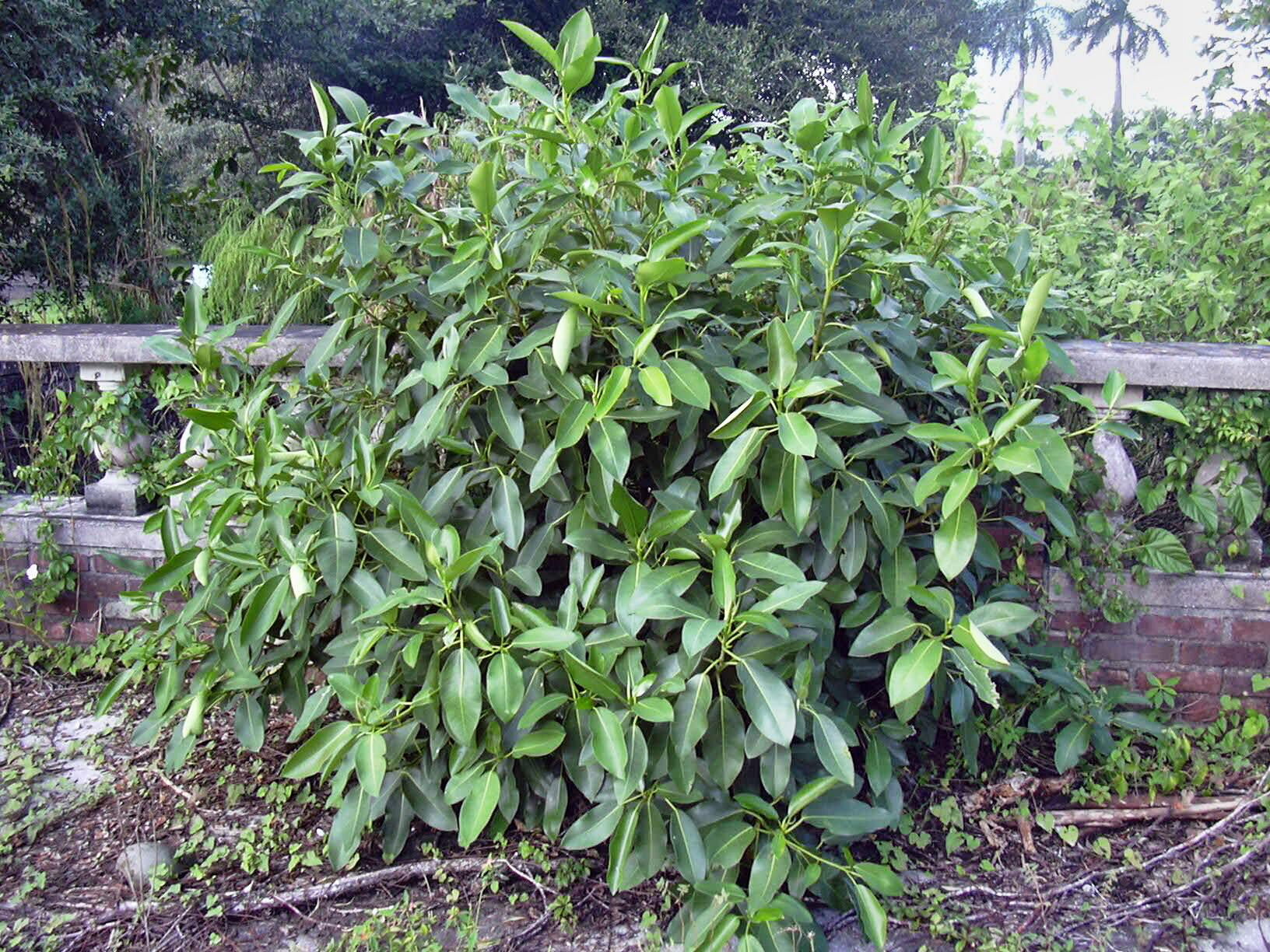
Muestra de hojas de Ficus aurea, de forma elíptica. Long Key, Florida.

El tamaño de las hojas es variable. Algunas plantas presentan hojas por lo general menores a 10 cm de largo, mientras que otras tienen hojas más grandes. La forma de las hojas y de su base también es variable: algunas plantas tienen hojas oblongas o elípticas, de base cuneiforme a redondeada, mientras que otras tienen hojas cordadas u ovadas con las bases cordadas a redondeadas.
 F. aurea presenta frutos apareados, de color verde cuando inmaduros que se vuelve amarillo con la maduración. Difieren en tamaño: desde 0,6–0,8 cm hasta 1–1,2 cm de diámetro. Por lo general los higos son sésiles, pero se sostienen mediante pedúnculos cortos en ejemplares ubicados en algunas partes del norte de Mesoamérica.
Al igual que otras especies de higueras, F. aurea es una planta productora de látex, con presencia de laticíferos no articulados que se extienden desde la raíz hasta las hojas. El látex de F. aurea carece de actividad proteolítica sobre gelatina, es decir, de enzimas proteasas capaces de catalizar la hidrólisis de esa proteína compleja en niveles significativos.

## Taxonomía
Con cerca de 750 especies, Ficus (Moraceae) es uno de los más grandes géneros de las angiospermas. David Frodin, del Jardín botánico de Chelsea, lo clasificó como el trigésimo primer género más grande. Ficus aurea se clasifica en el subgénero Urostigma (higueras estranguladoras) y la sección Americana. Las filogenias moleculares recientes demostraron que el subgénero Urostigma es polifilético, pero apoyaron firmemente la validez de la sección Americana como un clado (aunque su relación exacta con la sección Galoglychia no está clara).

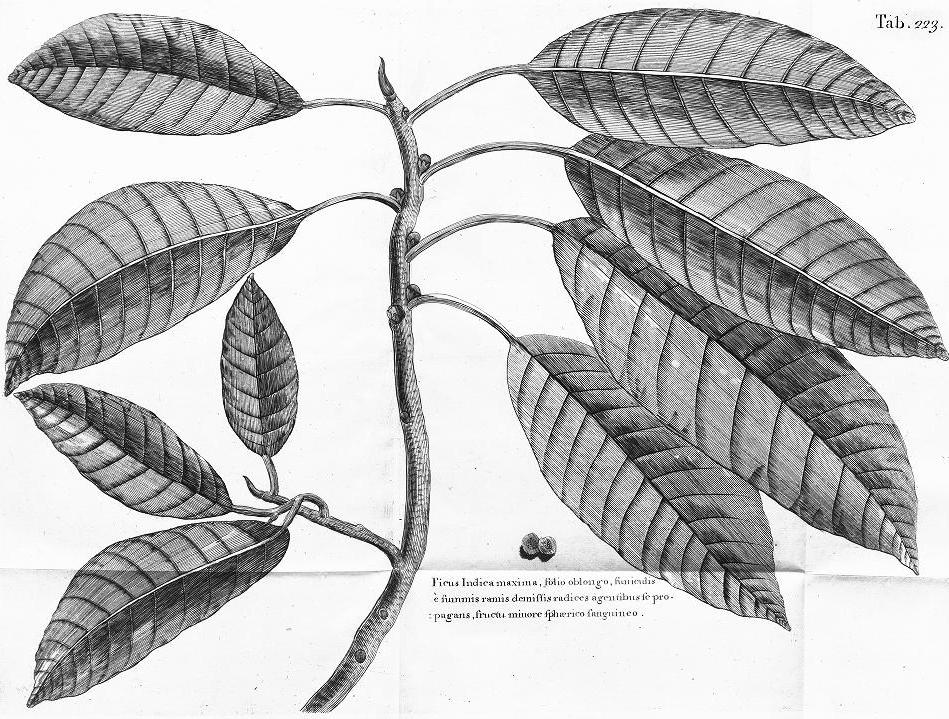
Grabado de Ficus indica maxima a partir de un dibujo de Hans Sloane, que ilustra la obra A voyage to the islands Madera, Barbados, Nieves, S. Christophers and Jamaica (1725). Se trata de la ilustración más antigua publicada de Ficus aurea, que constituyó la base del nombre Ficus maxima de Thomas Miller. En la ilustración, los higos aparecen dispuestos de forma no apareada, lo que dio lugar a la confusión en la identidad de las especies descritas por Miller.

Thomas Nuttall describió la especie en el segundo volumen de su obra de 1846, The North American Sylva (2: 4–5, t. 43), con el epíteto específico aurea (del latín, «dorada»). En 1768, el botánico escocés Philip Miller describió a Ficus maxima, citando las obras Hortus Cliffortianus (1738) de Carlos Linneo y Catalogus plantarum quæ in insula Jamaica (1696) de Hans Sloane. La ilustración de la especie publicada por Sloane en 1725 representaba los higos dispuestos de forma solitaria, una característica de los Ficus del subgénero Pharmacosycea. Como miembro del subgénero Urostigma, F. aurea presenta higos apareados. Sin embargo, un examen más detallado de la descripción de Sloane condujo a Cornelis Christiaan Berg a la conclusión de que la ilustración representaba un miembro del subgénero Urostigma (ya que tenía otro carácter diagnóstico propio de ese subgénero), casi con certeza F. aurea, y que la ilustración que presentaba los higos dispuestos de forma individual era probablemente el resultado de una licencia artística. Berg encontró la colección de plantas en que se basó la ilustración de Sloane y concluyó que la especie F. máxima de Miller era, de hecho, F. aurea. En su descripción de F. aurea, que se basa en material vegetal recolectado en Florida, Thomas Nuttall consideró la posibilidad de que sus plantas pertenecieran a la especie que Sloane había descrito, pero llegó a la conclusión de que era una nueva especie. Bajo las reglas de nomenclatura botánica, el nombre  F. máxima tiene prioridad sobre F. aurea ya que la descripción de Miller fue publicada en 1768, mientras que la de Nuttall lo fue en 1846.
En su Flora of Jamaica de 1914, los botánicos William Fawcett y Alfred Barton Rendle vincularon la ilustración de Sloane a la especie de árbol que se conocía por entonces como Ficus suffocans, nombre que se le asignara en la Flora of the British West Indian Islands de August Heinrich Rudolf Grisebach. Gordon DeWolf estuvo de acuerdo con la conclusión de Fawcett y Rendle, y utilizó el nombre F. maxima para esa especie en su Flora of Panama de 1960. Dado que este uso se había generalizado, Berg propuso que el nombre Ficus maxima se conservara en la forma en que DeWolf lo había usado, propuesta que fue aceptada por el comité de nomenclatura. 
La reasignación del nombre Ficus maxima no dejó a F. aurea como nombre más antiguo para esta especie, ya que el naturalista alemán  Johann Heinrich Friedrich Link había descrito a Ficus ciliolosa en 1822. Berg concluyó que la especie descrita por Link era de hecho F. aurea. La descripción de Link precedía la de Nuttall en 24 años, por lo cual el nombre F. ciliolosa debería haber tenido prioridad. Pero dado que el nombre F. aurea era ampliamente utilizado y el nombre F. ciliolosa no lo era, Berg propuso que se conservara el nombre F. aurea. En respuesta a esta propuesta el comité de nomenclatura decidió que, en vez de conservar el nombre F. aurea, sería mejor rechazar el de F. ciliolosa. La conservación de F. aurea habría significado que se daría prioridad a ese nombre por sobre todos los demás. Con el simple rechazo de F. ciliolosa, la comisión dejó abierta la posibilidad de que el nombre F. aurea sea suplantado por otro nombre más antiguo en caso de que fuera descubierto.

### Etimología
Ficus, del latín ficus, designaba tanto la higuera como su fruto, el higo. Como ya se señaló, el término aurea es un epíteto de origen latino que significa «dorada».

### Sinónimos

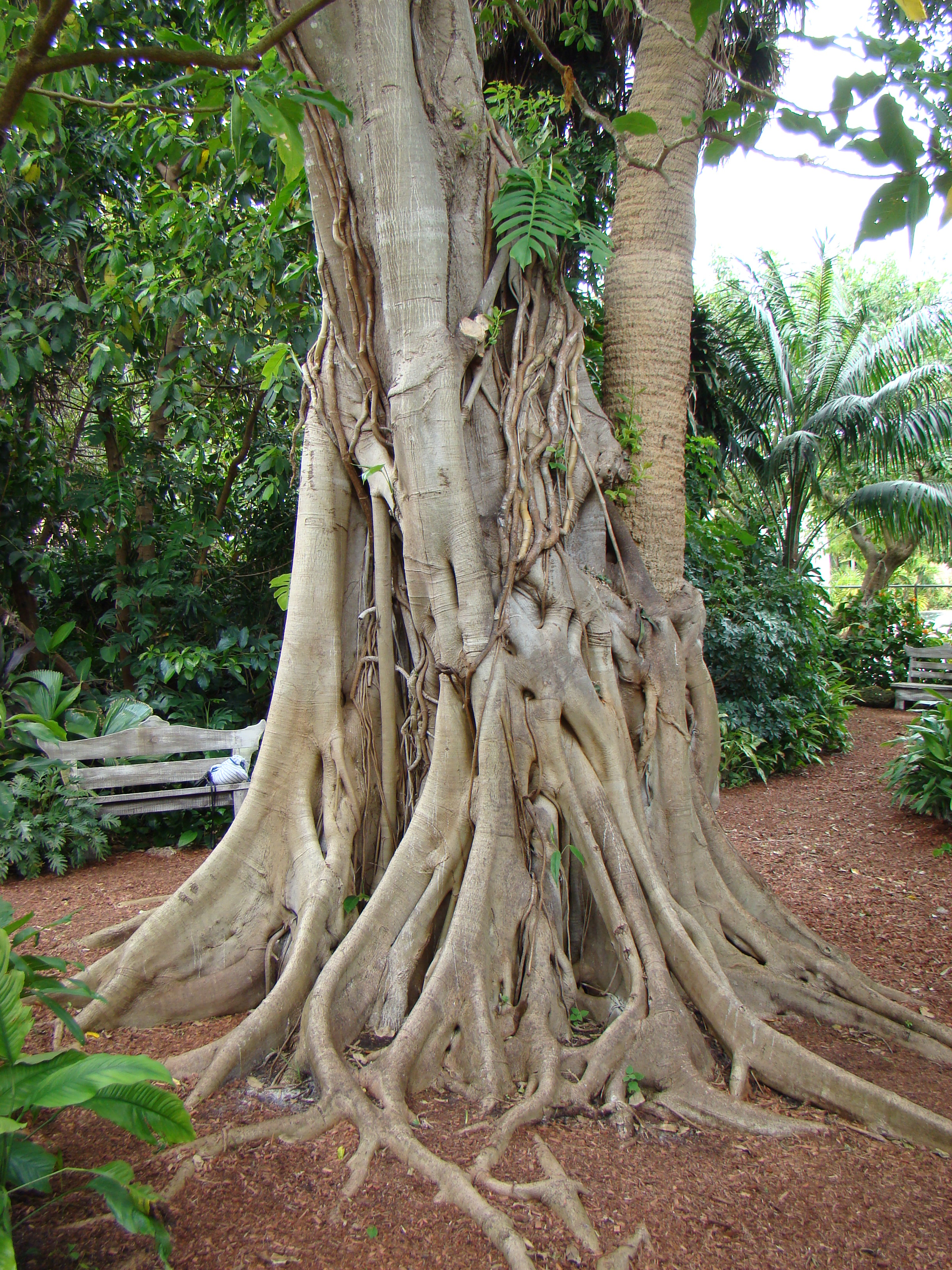
Ejemplar de F. aurea que circundó y estranguló a un palmetto Sabal situado en el Jardín Botánico Mounts, West Palm Beach, Florida. Se observan las raíces anastomosadas de la higuera estranguladora.

En 1920, el botánico estadounidense Paul Carpenter Standley describió tres nuevas especies sobre la base de las colecciones procedentes de Panamá y Costa Rica—Ficus tuerckheimii, F. isophlebia y F. jimenezii. DeWolf concluyó que todas eran la misma especie, y Berg estableció su sinonimia con F. aurea. Estos nombres fueron ampliamente utilizados para las poblaciones de México y Centroamérica, y continúan siendo usados por algunos autores. Berg sospechó que Ficus rzedowskiana Carvajal y Figueroa Cuevas también podía pertenecer a esta especie, pero no había examinado la documentación original en la que esta especie se basaba.
Berg consideró F. aurea como una especie con un mínimo de cuatro morfotipos y escribió: «Ninguna de las formas puede estar relacionada con ciertos hábitats o altitudes». Treinta años antes, William Burger llegó a una conclusión muy diferente con respecto a Ficus tuerckheimii, F. isophlebia y F. jimenezii—él rechazó la sinonimia de las tres especies efectuada por DeWolf, sobre la base de evidencia incompleta. Burger señaló que los tres taxones ocupaban diferentes hábitats que pueden ser separados en función de las precipitaciones y de la altura sobre el nivel del mar.

## Reproducción y crecimiento
Las higueras mantienen un mutualismo obligado con las avispas de los higos. Las flores contenidas en el interior de los higos solo pueden ser polinizadas por esa clase de avispas, en tanto que estos insectos solo se pueden reproducir en las flores de las higueras. Se trata de uno de los ejemplos más notables de coevolución específica, puesto que cada una de las 700 especies de higueras depende usualmente de una sola especie de avispa (raramente dos) para su polinización. Sin controvertir por completo lo anterior, la suposición de que cada especie de higuera es usualmente polinizada por una sola especie de avispa de los higos fue cuestionada por el descubrimiento de complejos crípticos de especies, dentro de lo que se pensaban que eran especies únicas de avispas. Las avispas son igualmente dependientes de sus especies de higueras con el fin de reproducirse. F. aurea es polinizada por Pegoscapus mexicanus (Ashmead) (orden Hymenoptera, familia Agaonidae: Agaoninae). En un sicono de F. aurea, cada avispita hembra deja en promedio 66 huevos, y hasta un máximo de 150.
Las especies del género Ficus presentan frutos compuestos denominados siconos, que se componen de un receptáculo piriforme o redondeado, hueco en su interior, y con una abertura apical protegida por pequeños hipsofilos. Esta abertura o poro llamada ostíolo constituye la única conexión con el exterior. Dentro y en las paredes de ese receptáculo casi cerrado se hallan las flores y, más tarde, los diminutos fructículos de estas plantas. Las higueras monoicas como F. aurea tienen tanto flores masculinas como femeninas dentro del sicono. Las flores femeninas maduran primero. Una vez maduras, liberan una sustancia química  volátil que oficia de atrayente.
Las avispas hembras fuerzan su camino a través del ostíolo hacia el interior del sicono. Ya dentro del sicono, polinizan las flores, oviponen sus huevos en algunas de ellas, y luego usualmente fenecen. Sin embargo, en el caso de avispas Pegoscapus mexicanus de Florida se observó un 16% de re-emergencia de los higos, quizá como resultado del limitado número de sitios de oviposición en el interior del fruto. Los huevos eclosionan y las larvas parasitan y destruyen buena parte de las semillas. Después de cuatro a siete semanas en el caso de F. aurea, emergen las avispas adultas. Los machos emergen en primer término, copulan con las hembras, y cortar los orificios de salida a través de las paredes del fruto. Las flores masculinas maduran en el interior del sicono en simultaneidad con la emergencia de las avispas hembras adultas. Así, las avispas hembras recién emergidas cargan sus cuerpos con el polen de las flores masculinas antes de abandonar el sicono a través de los orificios de salida que los machos han cortado y volar en busca de otro sicono en el cual oviponer sus huevos. En los siguientes uno a cinco días, los higos maduran. Los higos maduros son consumidos por una gran variedad de mamíferos y aves, lo cual asegura la dispersión de las semillas.

### Fenología
Las higueras florecen y fructifican de forma asincrónica. La floración y fructificación se escalona en toda la población. Este hecho es importante para las avispas de la higuera, cuyas hembras requieren encontrar un sicono en el que oviponer, pocos días después de su emergencia, algo que no sería posible si todos los árboles en una población florecieran y fructificaran al mismo tiempo. Esto también hace de los higos un importante recurso alimenticio para frugívoros, es decir, aquellos animales que se alimentan casi exclusivamente de frutas. Los higos son una de las pocas frutas disponibles en épocas del año en que otros frutos son escasos.
Aunque las higueras florecen de forma asincrónica como población, en la mayoría de las especies la floración está sincronizada dentro de un individuo dado. Las avispas hembras que emergen como nueva generación deben alejarse de su árbol natal a fin de encontrar higos en los que oviponer sus huevos. En Florida, los árboles de F. aurea florecen y fructifican de forma asincrónica. Algunos autores consideraron esto como una ventaja adaptativa desde el punto de vista de la biología de los higos, ya que podría impedir la autopolinización.
Sin embargo, Hossaert-McKey y Bronstein demostraron que la especie es totalmente autocompatible. Más aún, no observaron efectos negativos de la autofecundación, ya sea en términos de la retención del sicono, del número de ovarios vacantes, de las semillas producidas, o de la germinación de las semillas. Sin embargo, la producción de avispas manifestó una tendencia a ser más elevada después de la autopolinización. Si bien es posible que la depresión endogámica se exprese en etapas posteriores del desarrollo, la ausencia de depresión en las primeras etapas evaluadas por los autores es de por sí sorprendente en una planta como F. aurea, de la que se espera una elevada fecundación cruzada. Los autores postulan que la presión de selección sería responsable de la evolución y del mantenimiento de esta fenología floral inusual de los higos.
| Fenología floral en Ficus aurea | |                      |
| Fase                            | Descripción                                                                                                  | Duración en F. aurea |
| A (pre-femenina)                | Flores inmaduras                                                                                             | 2 días a >9 meses    |
| B (femenina)                    | Las flores femeninas están receptivas a la polinización; las avispas hembras oviponen y polinizan las flores | 1 día a 3 semanas    |
| C (interfloral)                 | Se desarrollan las semillas de los higos y las larvas de avispa                                              | 4 a 7 semanas        |
| D (masculina)                   | Maduran las flores masculinas; las avispas emergen, copulan y las hembras se dispersan                       | 1 a 2 días           |
| E (post-floral)                 | Maduran los frutos                                                                                           | 1 a 5 días           |

La fenología de la floración en el género Ficus ha sido caracterizada en cinco fases (Ver tabla). En la mayoría de las higueras, la fase A es seguida casi inmediatamente por la fase B. Sin embargo, en F. aurea las inflorescencias inmaduras pueden permanecer en estado latente durante más de nueve meses.

### Crecimiento

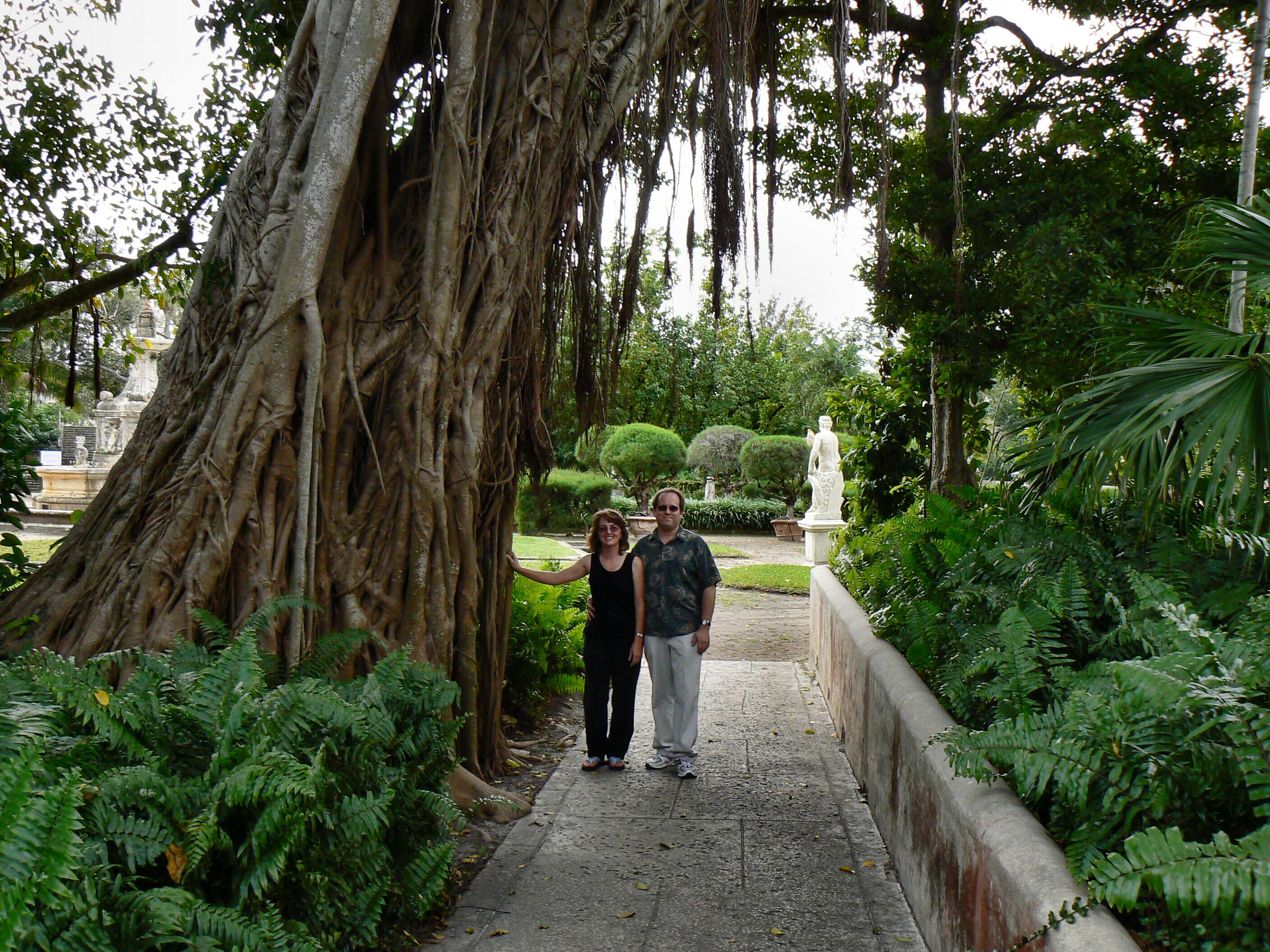
Higuera estranguladora de Florida, con raíces adventicias abundantes, en Villa Vizcaya, Miami.

Ficus aurea es un árbol de rápido crecimiento. Como hemiepifita, germina y comienza su desarrollo en la copa o ramaje de un árbol huésped, es decir, inicia su vida como epifita. Sin embargo, produce luego raíces epigeas, capaces de descender hasta el suelo, de hincarse en él y de absorber de la tierra los nutrientes. F. aurea es una higuera estranguladora (no todas las higueras hemiepifitas lo son): sus raíces se anastomosan y circundan al árbol hospedante. Esto generalmente resulta en la muerte de ese árbol que la acogió, ya que F. aurea ciñe y anilla de forma efectiva el árbol. Las palmeras, que carecen de crecimiento secundario, no se ven afectadas por esto, pero aun así pueden verse perjudicadas por la competencia por luz, agua y nutrientes. Después del huracán Andrew en 1992, los ejemplares de F. aurea se regeneraron tanto a partir de retoños o hijuelos producidos desde las raíces como de brotes de árboles en pie.
En referencia a su capacidad de adaptación, Ficus aurea presenta tolerancia moderada a la salinidad del suelo, pero un nivel elevado de tolerancia a condiciones de sequía.

### Distribución

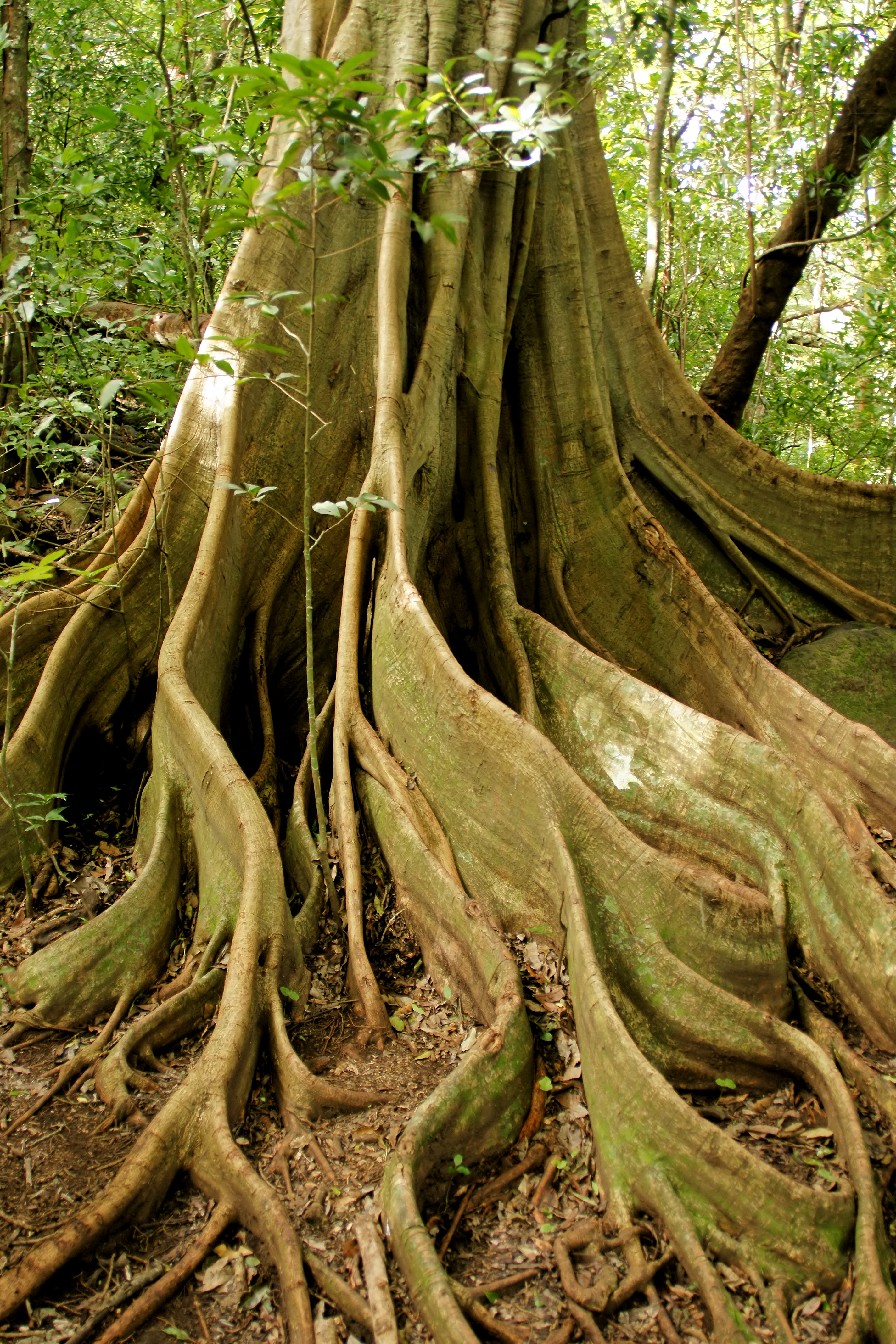
Raíces fúlcreas de Ficus aurea. Se trata de raíces en muro o contrafuerte, típicas de ejemplares que desarrollan en suelos pobres de zonas selváticas.

Ficus aurea se extiende desde el estado de Florida, a través del norte del Caribe hasta México y hacia el sur a través de América Central. Está presente en el centro y sur de Florida, en los Cayos de la Florida, en las Bahamas, las islas Caicos, La Española, Cuba, Jamaica, las islas Caimán, y en San Andrés (una posesión de Colombia en el Caribe occidental). También se distribuye en el sur de México, en Belice, Guatemala, Honduras, Nicaragua, El Salvador, Costa Rica y Panamá.
Los Ficus estranguladores crecen desde el nivel del mar hasta los 1 800 m sobre el nivel del mar, en hábitats que van desde los bosques secos de Bahamas, hasta el bosque nuboso en Costa Rica.
Localizado en el centro y sur de Florida, Ficus aurea alcanza por el norte el Condado de Volusia. Es una de las únicas dos especies de higueras nativas de la Florida. La especie está presente en una variedad de ecosistemas del sur de Florida, incluyendo hammocks costeros de angiospermas, hammocks de palmettos, de palmeras sabal, hammocks y matorrales de climas tropicales y templados. y a lo largo de cursos de agua. En las Bahamas, F. aurea se encuentra en la selva tropófila seca en Andros Norte, Great Exuma y Bimini. F. aurea se encuentra en 10 estados de México, mayormente en el sur, pero extendiéndose hacia el norte hasta Jalisco. Esta especie se localiza en selvas tropicales de hoja caduca, bosques tropicales siempreverdes, bosques nubosos y en hábitats acuáticos o subacuáticos.

## Ecología

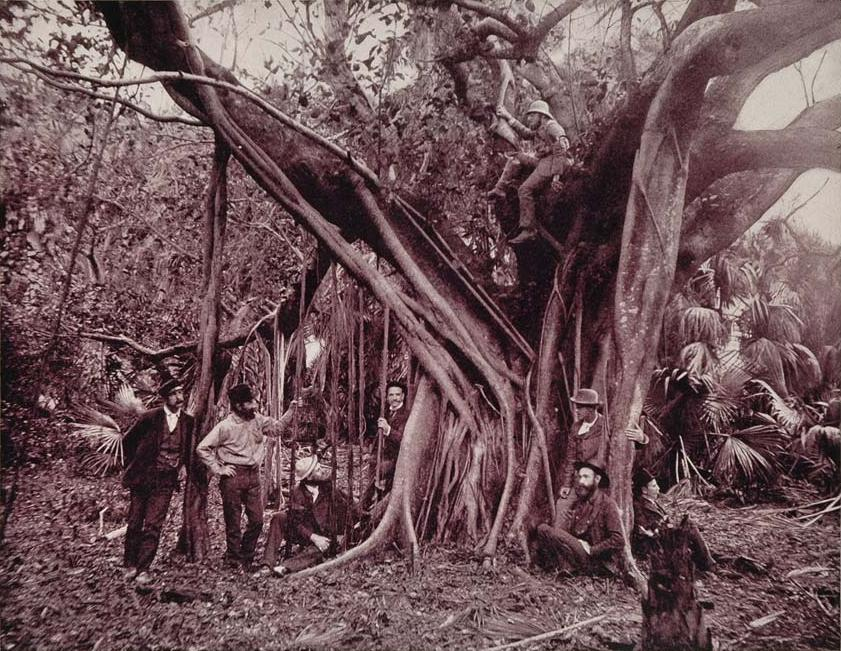
Fotografía de 1893, que muestra la magnitud de un ejemplar de baniano —nombre común inespecífico— ubicado en Banana River, Florida. Se trata de Ficus aurea, la higuera estranguladora de Florida.

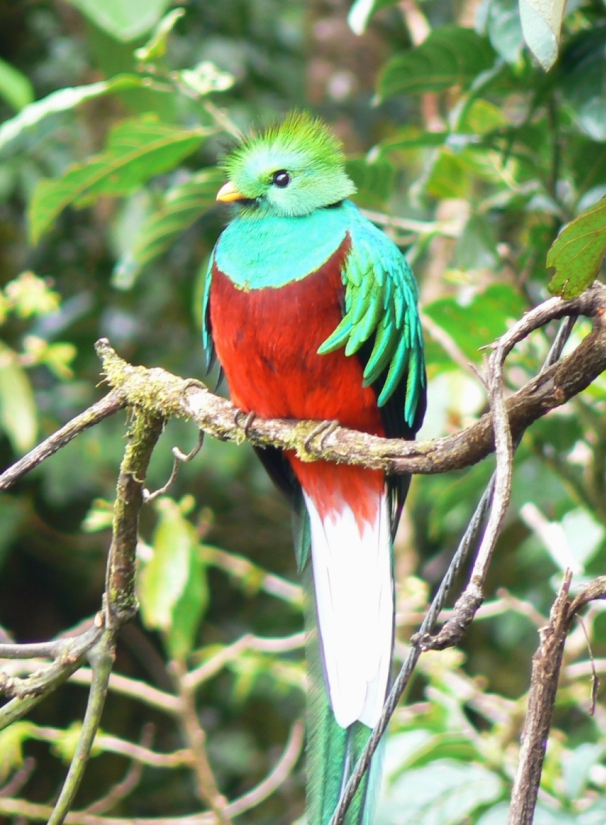
El quetzal mesoamericano o guatemalteco consume higos de F. aurea de forma sostenida entre enero y octubre.

A veces se considera a las higueras como potenciales especies clave en comunidades de animales frugívoros, es decir, animales que se alimentan parcial o exclusivamente de frutos. Esto se debe a los patrones de fructificación asincrónica de las higueras. Nathaniel Wheelwright informó que el tucán esmeralda se alimenta de los higos inmaduros de F. aurea en tiempos de escasez de frutos en Monteverde, Costa Rica. Wheelwright realizó una lista de especies que sirven como fuente de alimento a lo largo del año para el quetzal mesoamericano o guatemalteco. Su consumo por parte del ave se observó de forma sostenida entre enero y octubre. Durante la etapa temprana de anidación (marzo), los quetzales periódicamente interrumpen su cortejo y la construcción de sus nidos para unirse a agregaciones de hasta 20 individuos que se alimentan de un solo árbol cargado de frutos.
En los Cayos de la Florida, F. aurea es una de las cinco especies de frutos que dominan la dieta utilizada por la paloma coronita o torcaza cabeciblanca para alimentar sus polluelos. F. aurea es también importante en la dieta de mamíferos frugívoros —los monos aulladores negros consumen tanto los frutos como las hojas en Belice.
La interacción entre los higos y las avispas de los higos es particularmente conocida (ver sección previa sobre reproducción). Además de su polinizador (Pegoscapus mexicanus), F. aurea es utilizada por un grupo de avispas calcidoideas no polinizadoras cuyas larvas desarrollan en sus higos. Estas incluyen insectos que inducen la formación de agallas, inquilinos y cleptoparásitos, como también parasitoides, tanto de las avispas polinizadoras como de las no polinizadoras. Una especie no polinizadora es el agallero Anidarnes bicolor (Ashmead) Boucek (Hymenoptera: Agaonidae: Sycophaginae), que tiene en el fruto de F. aurea un hospedante específico. Las hembras de A. bicolor depositan sus huevos desde afuera dentro del higo; la progenie se alimenta de tejido estéril dentro de las agallas inducidas en la superficie interna del higo. Esta oviposición coincide con la entrada de los polinizadores Pegoscapus mexicanus y no interfiere con la polinización. Sin embargo, es factible que A. bicolor disminuya el éxito de los polinizadores, ya que aparentemente el desarrollo de la progenie de los polinizadores es afectado negativamente por el desarrollo de las agallas de A. bicolor.
Como árbol de envergadura, F. aurea puede ser un importante hospedante para plantas epifitas. En los bosques nubosos de Costa Rica, donde F. aurea es «el componente más conspicuo» del bosque intacto, los árboles ubicados en fragmentos de bosque sostienen a las comunidades más ricas de epifitas briófitas, en tanto que los ejemplares aislados de F. aurea soportan una mayor cubierta de líquenes.
Suzanne Koptur, ecóloga de la Universidad Internacional de Florida, informó la presencia de nectarios extraflorales en los higos de F. aurea en Everglades, Florida. Los nectarios extraflorales son órganos productores de néctar que no se encuentran asociados con las flores. Se los considera usualmente como estructuras con funciones defensivas, cuya presencia se relaciona con ataques por parte de insectos herbívoros. En efecto, los nectarios atraen insectos, principalmente hormigas, que defienden esa fuente de sustento, lo cual da lugar a una clase de mutualismo, definida como una relación servicio-recurso natural, que resulta del alimento que brinda la planta a las hormigas y de la protección que a cambio recibe la planta contra los herbívoros.

## Usos
El fruto de Ficus aurea es comestible y fue usado como alimento por la población indígena y por los primeros colonos en Florida. Todavía se lo come ocasionalmente, por lo que constituye un ejemplo de fruto nativo empleado como fuente alimenticia eventual. El látex de la planta se utilizó para fabricar goma de mascar,  y su raíces aéreas pueden haber sido utilizadas para confeccionar cables de anclaje, flechas, cuerdas de arco y líneas de pesca. El fruto también se empleó para obtener un colorante rosado. F. aurea fue usada como medicina tradicional en las Bahamas, y en Florida. Allison Adonizio y colaboradores investigaron distintas plantas medicinales del sur de Florida en busca de actividad que combata la percepción de quórum, pero no encontraron en F. aurea ninguna actividad.

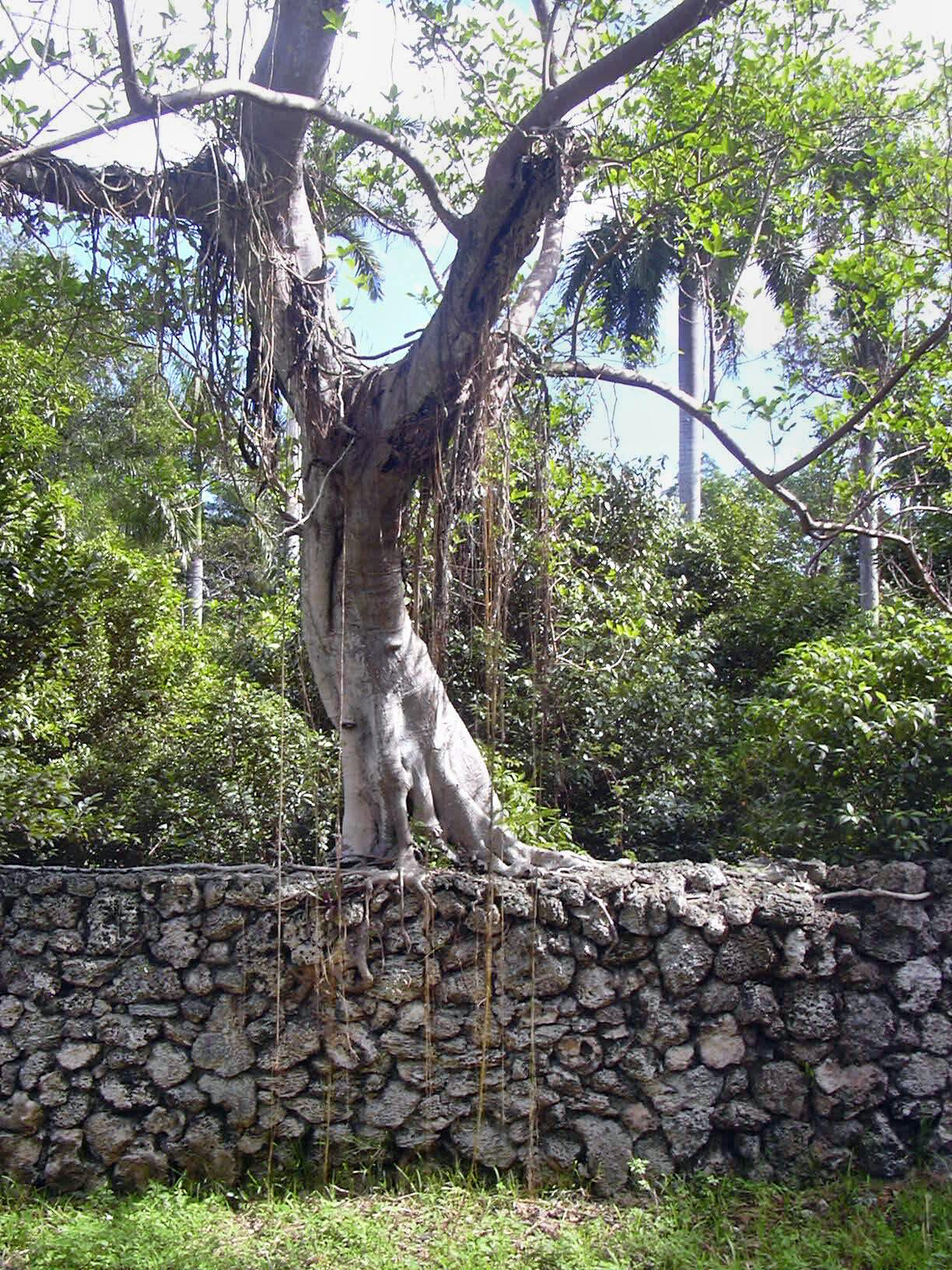
Vista del árbol.

Resulta común la presencia de individuos de F. aurea en explotaciones lecheras en el cantón de La Cruz, Cañitas y en Santa Elena en Costa Rica, ya que se exceptúan con frecuencia de la tala cuando se convierte el bosque en pradera. Los agricultores identificaron a F. aurea como una especie útil para postes de cercas, setos vivos y leña, y como alimento para aves y mamíferos silvestres.
Ficus aurea se usa como árbol ornamental, como árbol de interior y como bonsái. Al igual que otras especies del género Ficus, tiende a invadir estructuras edilicias y sus cimientos y, eventualmente, debe eliminarse para prevenir daños en la construcción.
Los ejemplares jóvenes son descritos como «más ornamentales», pero los árboles más viejos son considerados de difícil mantención (particularmente por causa de las raíces adventicias que se desarrollan desde las ramas) y no se recomiendan para áreas pequeñas. Sin embargo, se lo considera como un árbol útil para «escapar a las condiciones ambientales» (enviroscaping), para conservar la energía en el sur de Florida. Se considera que F. aurea es menos agresiva que muchas especies exóticas de higuera, aunque se le debe destinar un espacio considerable.